# Лаптєв Володимир Георгійович
Володимир Георгійович Лаптєв(13 липня 1946, Усть-Абакан, СРСР) — радянський та російський актор театру і кіно, театральний режисер. Заслужений артист Естонії. Заслужений працівник культури Російської Федерації (2013).

## Життєпис
Закінчив Східно-Сибірську академію мистецтв (1969).
Працював артистом і режисером в театрах Москви, Севастополя, Улан-Уде, Таллінна, Нижнього Новгорода, Володимира.

## Вибіркова фільмографія
- «Севастополь» (1970, Одеська кіностудія)
- «Біг» (1970)
- «Калина червона» (1973)
- «Таємниця королеви Анни, або Мушкетери тридцять років потому» (1993)
- «Смерть Таїрова» (2004)

## Телебачення
- «Кадети» (2006-2007)
- «Студенти» (2005)
- «Чарівність зла» (2006)